# Какабадзе Платон Михайлович
Платон Михайлович Какабадзе (груз. პლატონ კაკაბაძე; сценічний псевдонім Імерелі; нар. 1 вересня 1864, Хоні — пом. 10 грудня 1895) — оперний співак (тенор), один з перших грузинських професійних оперних співаків.

## Загальні відомості
Народився 1 вересня 1864 в Хоні.
Закінчив Кутаїську класичну гімназію.
Музичну освіту отримав у Василя та Мелітона Баланчівадзе. За сприяння Філімона Корідзе та М. Баланчівадзе продовжив навчання в Санкт-Петербурзі.
1891 року був стипендіатом Санкт-Петербурзького імператорського театру.
Згодом навчався в Мілані у Себастьяно Ронконі та Георга Самарко.
1893—1895 років під псевдонімом Імерелі виступав на оперних сценах Італії.
В Мілані дебютував в операх «Фауст», «Кармен», «Фаворитка» та ін.
Виступав з концертами в Тбілісі, Кутаїсі, Батумі, Горі, Баку.
Помер у дуже молодому віці 1895 року, проте його діяльність сприяла появі цілої плеяди грузинських співаків і створенню національної грузинської опери.